# David Elm
David Elm (Broakulla, 1983. január 10. –) svéd labdarúgó, aki jelenleg a Fulhamben játszik csatárként. Testvérei, Viktor és Rasmus szintén labdarúgók.

## Pályafutása

### Falkenbergs FF
Elm megjárta a Johansfors IF és az Emmaboda IS ificsapatait is, mielőtt 2004-ben, a Falkenbergsben megkezdte volna profi pályafutását. Hamar állandó helyet szerzett magának a kezdőben. Két év alatt 68 meccsen lépett pályára és 24 gólt szerzett.

### Kalmar FF
2006-ban az élvonalbeli Kalmar FF-hez igazolt. Első két évében főként csere volt, 2008-ra sikerült bejátszania magát a kezdőbe, miután több nagy nevű játékos is távozott. A szezon során 27 találkozón játszott és hét gólt szerzett. Ezzel ő is hozzájárult ahhoz, hogy a Kalmar megnyerte a kupát és a bajnokságot is. Ezután a Fulham szerette volna leigazolni, de úgy döntött, még egy évig marad. A Svéd Szuperkupát is megnyerte.

### Fulham
2009. szeptember 1-jén Elm a Fulhamhez igazolt. Az átigazolási összeget nem hozták nyilvánosságra, de úgy tudni, körülbelül 500 ezer fontot fizettek érte. Szeptember 23-án, egy Manchester City elleni Ligakupa-meccsen debütált, amikor a 91. percben váltotta Eddie Johnsont.

## Sikerei, díjai

### Kalmar FF
- Svéd bajnok: 2008
- Svéd kupagyőztes: 2008
- Svéd Szuperkupa-győztes: 2009

## Külső hivatkozások
- David Elm pályafutásának statisztikái a Soccerbase oldalon (angolul)

- David Elm adatlapja a Fulham honlapján

## Fordítás
- Ez a szócikk részben vagy egészben  a   David Elm (footballer) című angol Wikipédia-szócikk fordításán alapul.  Az eredeti cikk szerkesztőit annak laptörténete sorolja fel. Ez a jelzés csupán a megfogalmazás eredetét és a szerzői jogokat jelzi, nem szolgál a cikkben szereplő információk forrásmegjelöléseként.